# Zu Fuß in die Wolken
Zu Fuß in die Wolken ist ein Dokumentarfilm des DEFA-Studios für Dokumentarfilme von Gunther Scholz aus dem Jahr 1985.

## Handlung
Im Braunkohlekraftwerk Jänschwalde müssen zwei Monteure zwei- bis dreimal pro Jahr die drei dort stehenden 300 Meter hohen Schornsteine zur Inspektion besteigen. Ein Filmteam begleitet Micha und Herbert bei dieser etwas außergewöhnlichen Tätigkeit.
Nach 75 Metern ist die erste Zwischenstation erreicht. Es ist eine Plattform mit einem Geländer, die rund um den gesamten Schornstein reicht. Es ist die erste Gelegenheit für eine kurze Pause an diesem kalten frühen Oktobermorgen. Dann geht es weiter zur nächsten Bühne in der Höhe von etwa 117,5 Metern. An dieser Stelle erklärt Micha, dass hier die Betonwandung des Schornsteins noch 40 Zentimeter beträgt. Die Innenausmauerung des gesamten Schornsteins besteht aus 15 Millionen hartgebrannten Ziegeln. Außerdem befinden sich hier eine Flugwarnbefeuerung und ein Anstrich, der die gleiche Aufgabe erfüllt.
Zwischen jeder der insgesamt sechs Arbeitsbühnen sind etwa 120 Sprossen zu bewältigen. Auf der 4. Plattform in der Höhe von 207 Metern kann man auf das ganze Kraftwerk blicken und die beiden Arbeiter erklären uns, was zu sehen ist und welche Aufgaben die Kühltürme und die Elektrofilter haben. Auf der vorletzten Plattform in der Höhe von 252 Metern müssen an der Flugwarnbeleuchtung defekte Lampen ausgewechselt werden. Dann wird die letzte Plattform erklommen. Im Normalfall dauert dieser Aufstieg für die Monteure drei Stunden, jedoch sind sie heute mit den Filmleuten bereits sechs Stunden unterwegs. Der Kameramann wagt einen Blick über den Schornsteinrand, dessen Innendurchmesser immer noch 15 Meter beträgt. Nun wird erst einmal eine Pause gemacht und dazu eine Bockwurst mit Brot gegessen.

## Produktion und Veröffentlichung
Zu Fuß in die Wolken wurde unter dem Arbeitstitel Schornsteinbesteigung für Kinder konzipiert und auf ORWO-Color gedreht. Er hatte am 7. Juni 1985 seine Erstaufführung.
Zwischen den Jahren 2002 und 2007 wurden die drei Schornsteine des Kraftwerks Jänschwalde in einem aufwendigen Verfahren zurückgebaut, da sie nach Umbauarbeiten im Werk nicht mehr benötigt wurden.